# Gloeocarpus patentivalvis
Espèce
Synonymes
- Cupaniopsis patentivalvis Radlk.[1]
- Gloeocarpus crenatus Radlk.[1]

Statut de conservation UICN

 EN A1c : En danger
Gloeocarpus patentivalvis est une espèce de plantes de la famille des Sapindaceae.

## Publication originale
- Botanische Jahrbücher für Systematik, Pflanzengeschichte und Pflanzengeographie 56: 253. 1920.